# James D. Watson
James Dewey Watson (Chicago, Illinois, 1928. április 6. –) amerikai molekuláris biológus. 1953-ban Francis Crickkel és Maurice Wilkinsszel közösen meghatározták a DNS kettős spirál-szerkezetét, ezért 1962-ben mindhárman fiziológiai Nobel-díjban részesültek.
Watson a Chicagói és az Indianai Egyetemen tanult, majd egyéves koppenhágai tartózkodás után 1951-ben a Cambridge-i Egyetem Cavendish Laboratóriumában dolgozott a DNS szerkezetének meghatározásán. 1956 és 1976 között a Harvard Egyetem tanára volt, 1968-tól pedig a Cold Spring Harbor Laboratory kutatóközpont igazgatói székét töltötte be. 1994-től tíz éven át az intézmény elnökeként, utána kancellárjaként tevékenykedett. 2007-ben rasszista nyilatkozata miatt felfüggesztették, de akkor bocsánatot kért, 2019-ben azonban az intézet minden tiszteletbeli címét visszavonta és minden kapcsolatot megszakított vele, miután ismét azt állította, hogy a fehérek, génjeik miatt intelligensebbek. Watson kutatói és kutatásszervezői munkássága mellett tudománynépszerűsítő könyveket is írt, néhányat magyarra is lefordítottak.

## Tanulmányai
James D. Watson 1928. április 6-án született Chicagóban, idősebb James D. Watson és felesége, Jean Mitchell egyetlen fiaként. Apja üzletember volt és ősei több generáció óta éltek az Egyesült Államokban; anyai nagyapja skót, nagyanyja pedig ír bevándorló volt. Családja formálisan katolikus volt, James viszont később úgy jellemezte magát, mint "a katolikus vallás szökevényét".
Watson Dél-Chicagóban nőtt fel, elemi iskolába a Horace Mann Grammar School-ba, középiskolába pedig a South Shore High School-ba járt. Gyerekkorában – apjával együtt – lelkes madármegfigyelő volt, ezért ornitológusnak készült. Mindössze 15 évesen ösztöndíjjal felvették a Chicagói Egyetemre.
Miután 1946-ban elolvasta Erwin Schrödinger Mi az élet? c. könyvét, Watson úgy döntött, hogy a madarak helyett inkább genetikával fog foglalkozni. 1947-ben zoológiából szerzett B.Sc. fokozatot, majd az Indianai Egyetemen folytatta tanulmányait, mert ott oktatott a neves genetikus, Hermann Joseph Muller, aki felfedezte a röntgensugarak mutagén hatását, és ezért egy évvel korábban Nobel-díjat kapott. Doktori fokozatát 1950-ben kapta meg: mentora Salvador Luria volt.

## Pályafutása

### Luria, Delbrück és a fágcsoport

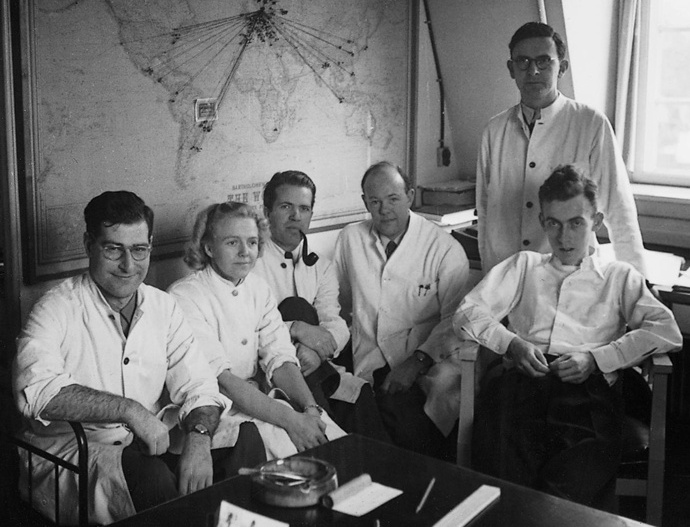
A koppenhágai fágcsoport: Ole Maaløe a pipával középen, James Watson jobb szélen ül

Salvador Luria az ún. "fágcsoport" tagja és egyik vezetője volt; ez a kutatói társulás a molekuláris biológia egyik úttörője volt, akik a genetika alaptörvényeit a soksejtű kísérleti állatok (pl. ecetmuslica) helyett baktériumokon és az őket megfertőző, még egyszerűbb vírusokon (bakteriofágokon vagy csak fágokon) akarták megérteni. Luria és két másik kiváló kutató, Max Delbrück és Alfred Hershey 1969-ben Nobel-díjat kaptak munkájukért. Watson ebbe a tudományos műhelybe csöppent bele PhD-hallgatóként 1948 elején. Ekkor találkozott először Delbrückkel és ekkor látogatott el először a Cold Spring Harbor Laboratory-ba, amelynek később vezetője lett.
Az akkori általánosan elterjedt nézetek szerint a gének fehérjékből álltak és a nukleinsavak csak apró tetranukleotidok (négy alegységből, bázisból álló molekulák) lehettek, amelyek strukturális funkciót láttak el a gének működtetésekor. Watson azonban a fágcsoport révén ismerte az Avery–MacLeod–McCarty-kísérletet, amely azt bizonyította, hogy a genetikai információt mégis a nukleinsavak hordozhatják. Az ő doktori témája a vírusok röntgensugarakkal való inaktivációja volt. Disszertációját 1950-ben, 22 évesen védte meg az Indianai Egyetemen. 

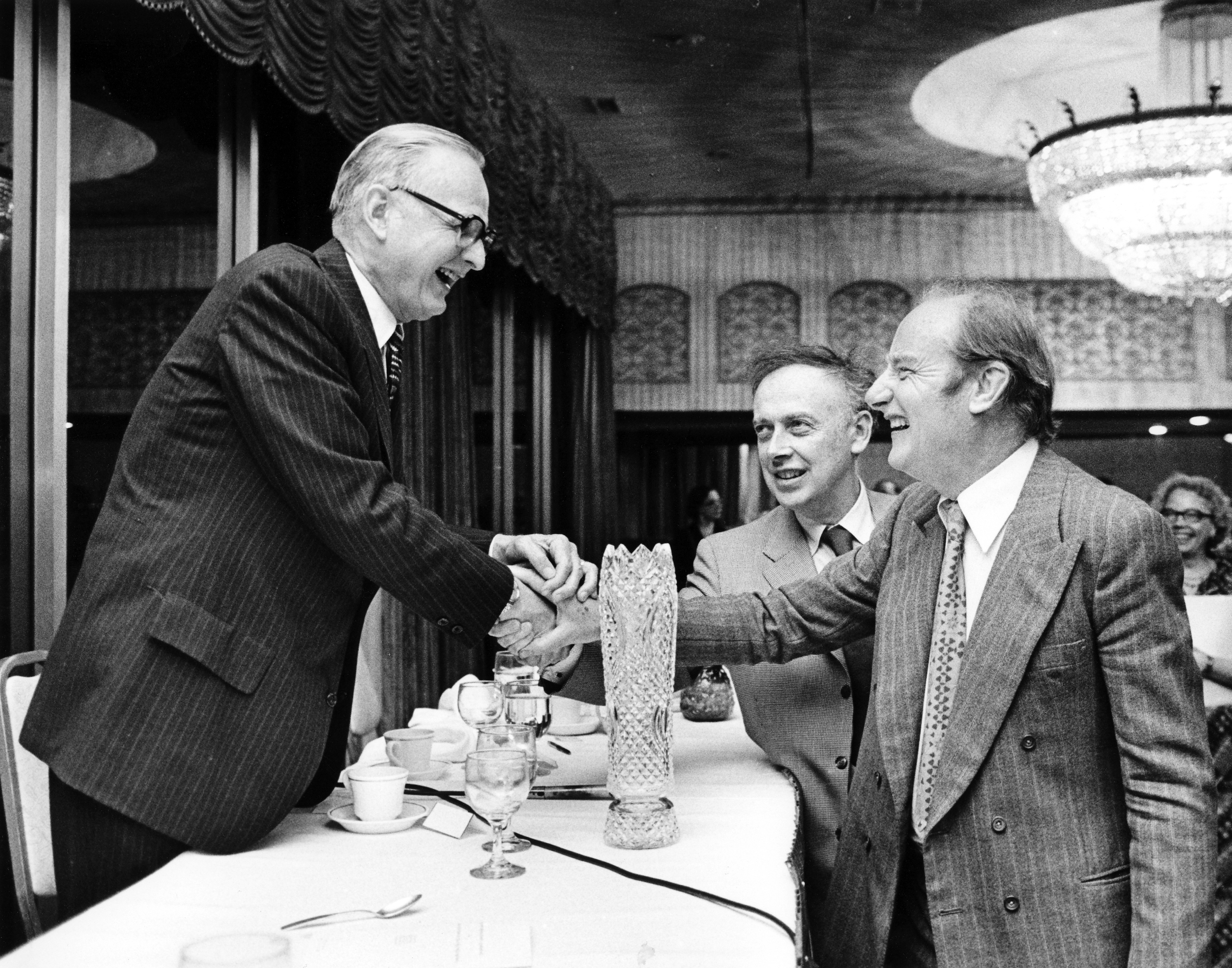
James Watson (középen), Francis Crick (jobbra) és Maclyn McCarty amerikai genetikus

1950 szeptemberében a Koppenhágai Egyetemre kapott egyéves posztdoktori ösztöndíjat. Először Herman Kalckar laboratóriumában dolgozott, aki a nukleinsavak enzimatikus szintézisét próbálta elérni a fágok segítségével. Watsont azonban ekkor már a DNS szerkezete érdekelte és az év másik részében a fágcsoport koppenhágai tagjával, Ole Maaloevel működött együtt. Radioaktív foszfáttal jelölte meg a fágok molekuláit és úgy próbálta meghatározni, hogy melyik részük jut be az infekció során a sejtbe, de miután konzultált Max Delbrückkel, belátta, hogy eredményei nem perdöntőek, nem tudta azt állítani, hogy a megjelölt molekula csak DNS lehet. Kalckarral közösen részt vett egy olaszországi konferencián, ahol látta Maurice Wilkins előadását a DNS röntgendiffrakciós képéről és meggyőződésévé vált, hogy ennek alapján ki lehet deríteni a molekula szerkezetét.
1951-ben Linus Pauling közzétette, hogy röntgendiffrakciós módszerrel megállapította a fehérjék spirális, alfa-hélixnek nevezett szerkezetét. Watson hasonló módszert szeretett volna alkalmazni a DNS-re és Lurián keresztül felvette a kapcsolatot a brit John Kendrew-val, aki röntgensugarakkal határozta meg a fehérjekristályok másodlagos struktúráját. Kendrew a Cambridge-i Egyetem Cavendish Laboratóriumában dolgozott és elintézte, hogy Watson kutatói ösztöndíjat kapjon.

### A kettős spirál

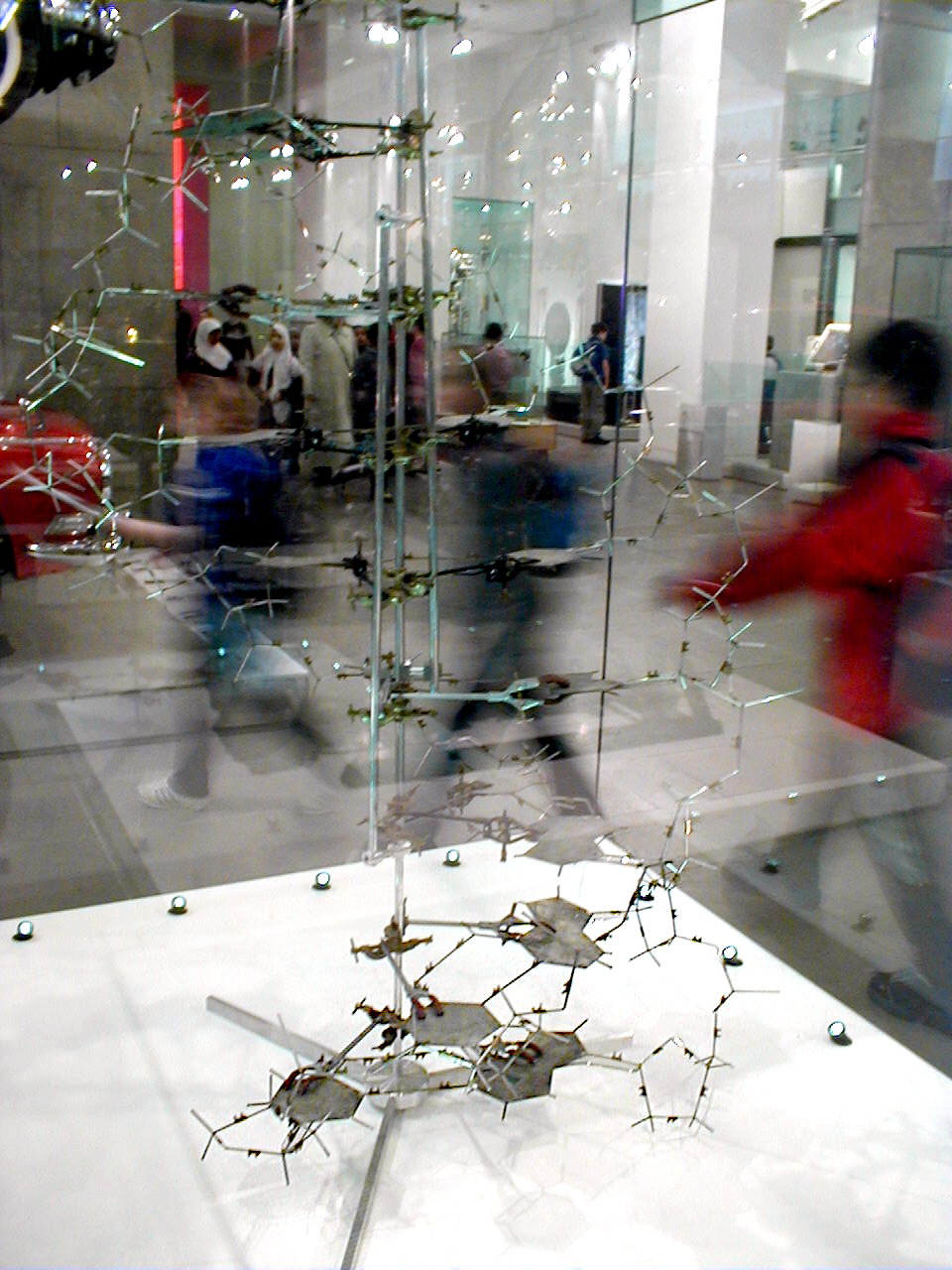
A Watson és Crick által készített eredeti DNS-modell a Londoni Természettudományi Múzeumban

Watson a nála tizenkét évvel idősebb, röntgendiffrakcióban jártas biofizikus, Francis Crick mellé került. Elsősorban Rosalind Franklin publikálatlan felvételei alapján (amelyhez nem kérték ki a nő hozzájárulását) Watson, Crick és Franklin főnöke, Maurice Wilkins 1953 márciusára kidolgozott egy kettős hélixből álló DNS-szerkezetmodellt, amelyet először a laboratórium vezetője, Lawrence Bragg mutatott be április 8-án egy belgiumi konferencián. A modellről szóló cikk április 25-én jelent meg a Nature-ben. Az első nem szakmai híradást a londoni News Chronicle újság adta a felfedezésről, 1953 május 15-én.
A felfedezés nagy visszhangot keltett a tudományos körökben (sok biológus az évszázad legfontosabb tudományos vívmányának tartotta). Az oxfordi Sydney Brenner (későbbi Nobel-díjas és Crick leendő munkatársa) és barátai azonnal átautóztak Cambridge-be, hogy láthassák Watsonék modelljét.
1962-ben Watson, Crick és Wilkins nyerte el az orvostudományi Nobel-díjat a DNS szerkezetének felfedezéséért. Rosalind Franklin már korábban, 1958-ban meghalt (rák miatt, amit feltehetően a röntgensugarakkal való munka okozott) így az ő neve nem is merülhetett fel a díj kiosztásakor.

### A Harvard Egyetemen
1956-tól a Harvard Egyetem biológiai szakán dolgozott; itteni munkája az RNS-re és a genetikai információ továbbítására irányult.
Fokozatosan haladt előre a ranglétrán és végül a Harvard biológiaprofesszora lett. Itt érte a hír a Nobel-díj odaítéléséről is. Próbálta rávenni az egyetem vezetését, hogy a biológia klasszikus ágai (ökológia, taxonómia, élettan stb.) helyett a molekuláris biológát favorizálják; úgy vélte hogy a hagyományos ágazatok stagnálnak és az általuk feltárt törvényszerűségek hátterét a biokémia, valamint a molekuláris biológia fogja megmagyarázni. Ebben odáig ment, hogy a diákokat is igyekezett lebeszélni, hogy kedvenc tárgyain kívül másokat válasszanak.
Watson egészen 1976-ig a Harvard tanári karának tagja maradt, bár 1968-tól fő tevékenysége a Cold Spring Harbor Laboratory vezetése lett.
Két évtizedes harvardi tartózkodásának elsődleges gyümölcsei nem kutatási eredményei, hanem az általa írt tudománynépszerűsítő- és tankönyvek voltak. Első tankönyvével, A gén molekuláris biológiájával új mértéket állított az egyetemi tankönyvírók elé és számos nyelvre (többek között magyarra is) lefordították. Sikeresek voltak későbbi művei, A sejt molekuláris biológiája és A rekombináns DNS is.
1968-ban kiadta A kettős spirált (The Double Helix), amelyben részletesen leírta a DNS szerkezetének felfedezését és nem mindig túl hízelgő módon nyilatkozott a résztvevők személyiségéről és egymás közötti konfliktusairól.

### Cold Spring Harbor Laboratory
1968-ban Watson lett a Cold Spring Harbor Laboratory kutatóközpont igazgatója; ezt a posztot 35 éven át betöltötte (1994 után elnöki tisztséget viselt), utána pedig az intézmény kancellárjává választották. Ezalatt az intézet kutatási projektjei és oktatási programjai számottevően kibővültek és a világ egyik legfontosabb molekuláris biológiai és genetikai központjává vált. Utódja, az ausztrál Bruce Stillman szerint "Jim Watson olyan kutatási környezetet teremtett, amelynek páratlan az egész tudományos világban."
2007 októberében Watsont felfüggesztették kancellári állásából, mert azt állította, hogy az afrikaiak genetikai okokból kevésbé intelligensek az európaiaknál, egy héttel később pedig, idős korára hivatkozva – közel 40 év után- végleg otthagyta a Cold Spring Harbor Laboratoryt.
Watson egyébként is szabadszájúságáról ismert és gyakran szembemegy a politikai korrektség elvárásaival. Támadták azért, mert szerinte rendben van ha egy nő elveteti a homoszexualitás génjét hordozó magzatát, mert nem alkalmazna túlsúlyos embert, vagy mert szerinte a feketéknek erősebb a libidójuk.
2019 januárjában Watson az amerikai közszolgálati televízióban (PBS) azt mondta „nem változtak eddigi nézetei, és továbbra is azt vallja, hogy a gének miatt lényeges különbségek vannak a fehér és a fekete bőrű emberek intelligenciaszintje között, a fehérek javára.” A CSHL ezután megfosztotta minden tiszteletbeli címétől és felmentette még meglévő pozícióiból, mondván ezzel a „megalapozatlan és felelőtlen” kijelentésével tulajdonképpen semmissé tette korábbi bocsánatkérését.

### A Human Genome Project

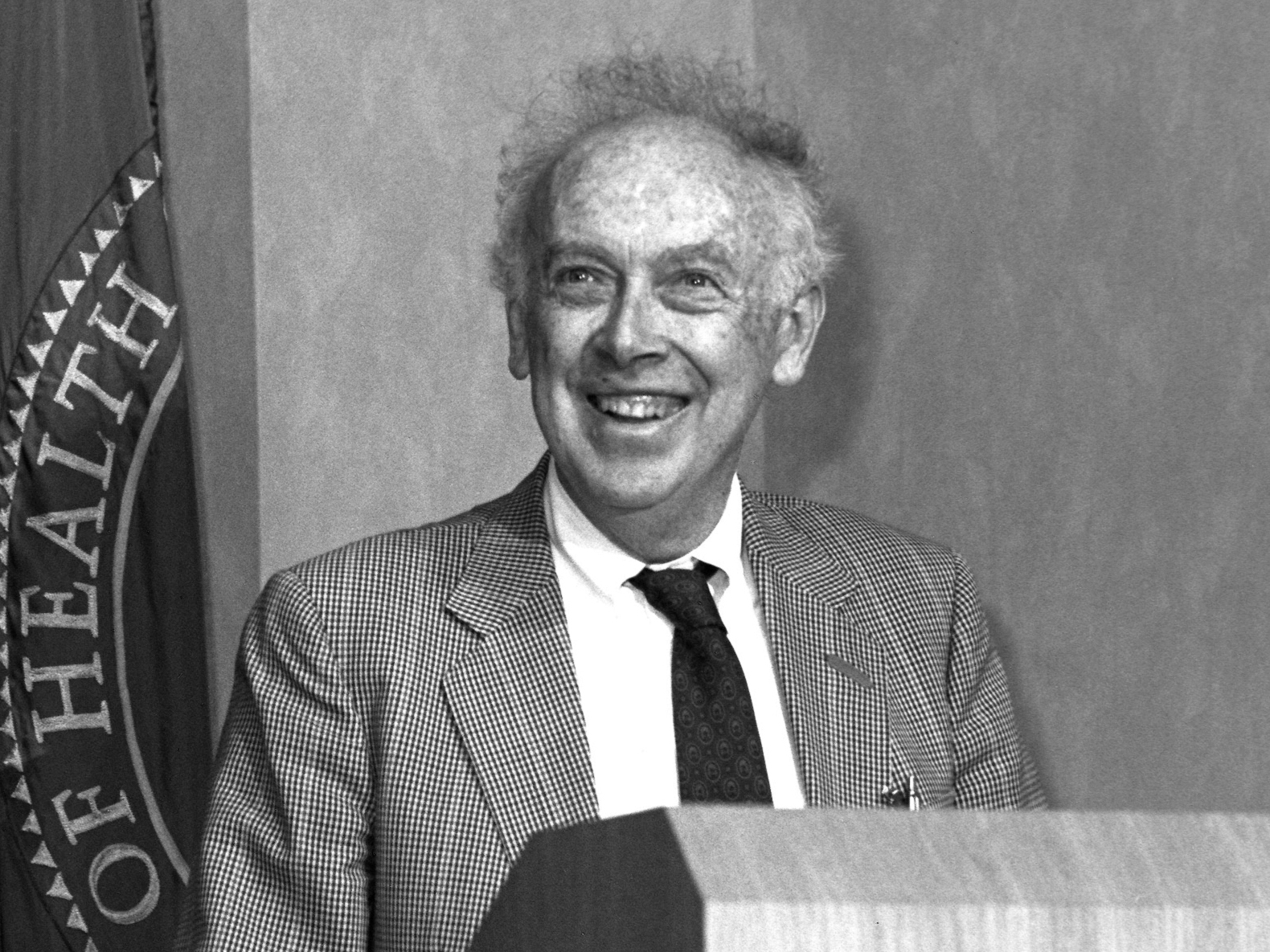
Watson 1992-ben

1990 és 1992 között Watson volt a vezetője a Human Genom Projectnek az amerikai National Institutes of Health-nél (NIH). Azután hagyta ott a programot, miután összekülönbözött a NIH új igazgatójával, Bernadine Healyvel. Healy szabadalmat akart szerezni egyes emberi génszakaszokra, amit Watson elfogadhatatlannak tartott.
2007-ben a 454 Life Sciences biotechnológiai cég megszekvenálta Watson teljes genomját, amit ő online mindenkinek hozzáférhetővé tett; ezáltal is bátorítani akarta a személyre szóló orvoslás fejlesztését. Ő volt a második, akinek a teljes géntérképe felkerült az internetre.
Több Nobel-díjas tudós Watson tanítványaként kezdte karrierjét, mint Mario Capecchi, H. Robert Horvitz,Phillip Allen Sharp és Richard J. Roberts.

## Magánélete
Watson a Harvard professzoraként tiltakozott a vietnámi háború ellen, 1975-ben pedig több más tudóssal és mérnökkel együtt felemelte szavát Gerald Ford nukleáris fegyverkezési programja miatt.
2014-ben – arra hivatkozva hogy nyugdíjba vonulása óta lecsökkentek a jövedelmei és hogy támogathassa a tudományos kutatást, Watson elárverezte Nobel-díjának aranyérmét. Az érmet az orosz nagytőkés, Aliser Uszmanov vásárolta meg 4,1 millió dollárért, majd visszaszolgáltatta a tudósnak, azzal hogy elfogadhatatlan, hogy egy Watson-kvalitású tudós Nobel-díja eladására kényszerül.
Watson ateista. 2003-ban 21 másik Nobel-díjassal együtt aláírta a III. Humanista Kiáltványt.
James Watson 1968-ban vette feleségül Elizabeth Lewist. Két fiuk született, Rufus Robert Watson (sz. 1970) és Duncan James Watson (sz. 1972). Rufus skizofréniában szenved.

## Díjai, elismerései

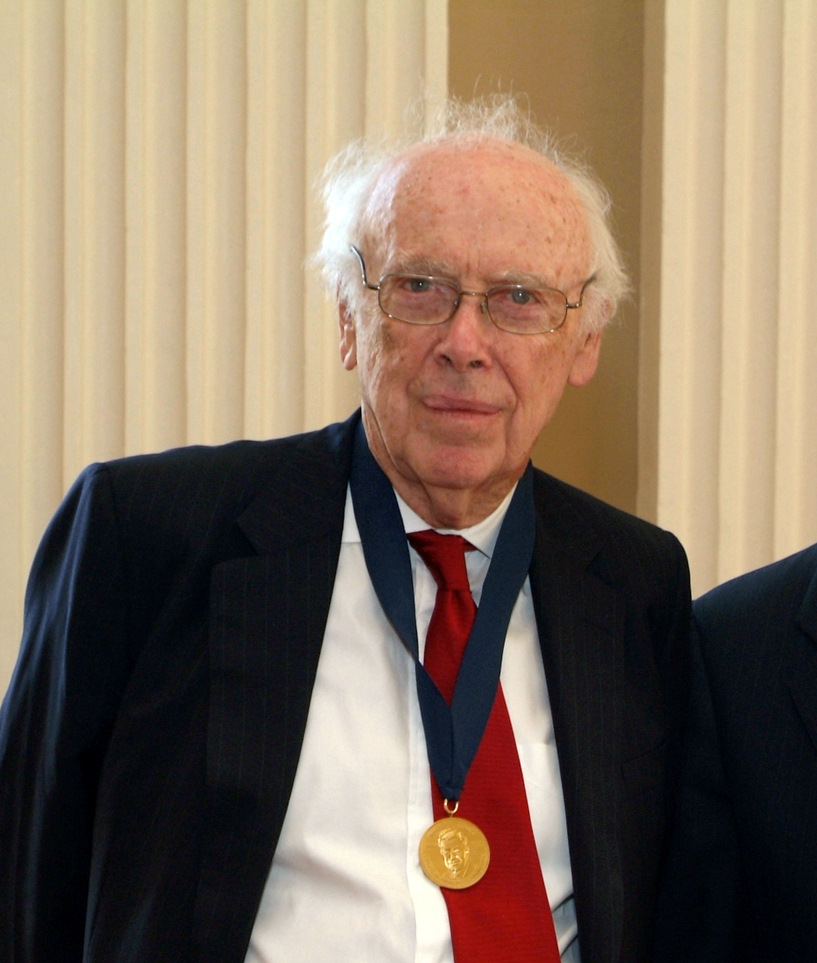
James Watson az Othmer-aranyéremmel (2005)

- 1960 – Albert Lasker-díj az orvosi alapkutatásért
- 1960 – Eli Lilly-díj, 1960
- 1962 – Fiziológiai és orvostudományi Nobel-díj[1]
- 1971 – az amerikai Nemzeti Tudományos Akadémia John J. Carty-díja[48]
- 1977 – Elnöki Szabadság-érem[49]
- 1993 – a brit Royal Society Copley-érme
- 1994 – Charles A. Dana-díj
- 1994 – az Orosz Tudományos Akadémia Lomonoszov-aranyérme
- 1997 – Nemzeti Tudományos Érem[50]
- 2000 – az amerikai Nemzeti Alkotmányos Központ Szabadság-érme[51]
- 2001 – Az Amerikai Filozófiai Társaság Benjamin Franklin-érme
- 2002 – a Gairdner Alapítvány díja
- 2002 – A Brit Birodalom rendjének tiszteletbeli parancsnoka[52]
- 2005 – Othmer-aranyérem
- 2008 – a Cold Spring Harbor Laboratory Kettős Spirál-érme

Húsz – elsősorban amerikai, de brit, dél-afrikai, cseh vagy argentin is – egyetem választotta díszdoktorává. Tagja a Nemzeti Tudományos Akadémiának, az Amerikai Művészeti és Tudományos Akadémiának, az Amerikai Filozófiai Társaságnak, a Dán Tudományos és Művészeti Akadémiának, az Orosz Tudományos Akadémiának és számos egyéb szakmai szervezetnek.

## Fontosabb művei
- James D. Watson, The Annotated and Illustrated Double Helix, edited by Alexander Gann and Jan Witkowski (2012) Simon & Schuster, ISBN 978-1-4767-1549-0
- Watson, J. D.. The Double Helix: A Personal Account of the Discovery of the Structure of DNA. New York: Atheneum (1968)
- Watson, J. D..szerk.: Gunther S. Stent: The Double Helix: A Personal Account of the Discovery of the Structure of DNA. W. W. Norton & Company (1968). ISBN 0-393-95075-1 (Norton Critical Editions, 1981).
- Molecular Biology of the Gene, 5th, New York: Benjamin Cummings (2003). ISBN 0-8053-4635-X
- Watson, J. D.. Genes, Girls, and Gamow: After the Double Helix. New York: Random House (2002). ISBN 0-375-41283-2. OCLC 47716375
- DNA: The Secret of Life. New York: Random House (2003). ISBN 0-375-41546-7
- Watson, J.D.. Avoid Boring People and Other Lessons from a Life in Science. New York: Random House, 366. o. (2007). ISBN 978-0-375-41284-4

## Magyarul
- A kettős spirál. Személyes beszámoló a DNS szerkezetének felfedezéséről; ford. Korányi Tamás, bev. Lawrence Bragg, utószó Csányi Vilmos; Gondolat, Bp., 1970
- A gén molekuláris biológiája; ford. Veress Zoltán, Gervai Judit, jegyz. Friedrich Péter; Medicina, Bp., 1980
- James D. Watson–John Tooze–David T. Kurtz: A rekombináns DNS; ford. Major Ágnes, Premecz György; Mezőgazdasági, Bp., 1988
- James D. Watson–Andrew Berry: DNS. Az élet titka; ford. Boross Ottilia, Garai Attila; HVG Könyvek, Bp., 2004
- Hargittai István: Doktor DNS. Őszinte beszélgetések James D. Watsonnal; ford., szerk. Silberer Vera; Vince, Bp., 2008 (Tudomány-egyetem)

## Fordítás
- Ez a szócikk részben vagy egészben  a   James Watson című angol Wikipédia-szócikk ezen változatának fordításán alapul.  Az eredeti cikk szerkesztőit annak laptörténete sorolja fel. Ez a jelzés csupán a megfogalmazás eredetét és a szerzői jogokat jelzi, nem szolgál a cikkben szereplő információk forrásmegjelöléseként.